# Epístola aos Hebreus
Epístola aos Hebreus é um dos 27 livros do Novo Testamento.

## Autoria
Muitos cristãos atribuem a autoria da epístola ao apóstolo Paulo, mas percebe-se que o modo como ela foi elaborada difere das epístolas paulinas.
Ao contrario de todas as precedentes, a epístola aos Hebreus teve sua autenticidade posta em dúvida desde a antiguidade. Raramente se encontra sua canonicidade, mas a Igreja do Ocidente, até o fim do séc. IV, recusou-se atribuí-la a Paulo; e se a do Oriente aceitou o seu atributo, não foi sem fazer certas reservas no tocante da sua forma literária (Clemente de Alexandria, Orígenes). É que, com efeito, o estilo da escrita dessa carta é de uma pureza elegante que não pertence a Paulo. A maneira de citar e utilizar o AT não é a sua. Faltam aí o endereço e o preâmbulo com o qual ele costuma iniciar suas cartas.
Pode-se todavia reconhecer ressonâncias de pensamento paulino onde se desenvolveu o tema da fé: a lei antiga foi dada por intermédio dos anjos (Hebreus 2:2; Gálatas 3:19), a falha da geração israelita que saiu do Egito e morreu  na travessia do deserto constitui uma advertência para os crentes (3:7-4:2; 1Co 10:1-13), os destinatários são como crianças que tem necessidade do leite maternal (Hebreus 5:12; I Coríntios 3:1–3), Abraão e o exemplo da fé (Hebreus 6:12–15; Romanos 4:17–21), a aliança no Sinai se opõe a Nova Jerusalém (Hebreus 12:18–24; Gálatas 4:24–26).
Essas considerações levaram a críticos católicos e protestantes a admitir que foi um redator que se inscreve na ambiência paulina, ou seja, alguém que aprendia os ensinamentos do apóstolo Paulo, mas não há acordo sobre quando e como identificar o autor anônimo. Outros candidatos são, Apolo, Lucas, Barnabé, Clemente de Roma, Silas, Filipe e Priscila.
Parece mais simples tentar traçar o seu retrato: trata-se de um judeu de cultura helenística, familiar na arte da oratória, atento a uma interpretação pontual das passagens veterotestamentária que utiliza, frequentemente segundo a versão dos LXX para apoiar seus argumentos.
Há quem acredite que não tenha sido escrita por Timóteo, visto que, segundo o versículo 23 do capítulo 13 desta carta, lemos o seguinte:
| “ | Saibam que o irmão Timóteo foi posto em liberdade. Se ele vier logo, irei vê-los na companhia dele. | ” |

Logo, a menos que o autor se refira a si mesmo na 3ª pessoa do singular, constatamos que foi outro que não Timóteo a escrever esta carta.
Podemos também perceber que esta Carta terá sido escrita por alguém muito ligada à cultura e tradição judaica, o que não era o caso de Timóteo.
No terceiro século, Orígenes escreveu:
| “ | Só Deus sabe ao certo quem escreveu a epístola. | ” |

Quando foi escrito
Clemente, um dos pais da Igreja Primitiva, citou o livro de Hebreus em 95 d.C.. No entanto, provas internas, tais como o fato de que Timóteo estava vivo no momento em que a carta foi escrita e a ausência de qualquer evidência mostrando o fim do sistema sacrificial do Antigo Testamento, o qual ocorrera com a destruição de Jerusalém em 70 d.C., indicam que o livro foi escrito por volta de 65 d.C.

## Conteúdo
No Novo Testamento, a epístola é única quanto à sua estrutura:
| “ | Começa como tratado, desenvolve-se como sermão e termina como carta. | ” |

O livro de Hebreus é usado como um argumento final em defesa do Cristianismo. Usando uma lógica cuidadosa e referindo-se frequentemente ao testemunho, o escritor define que Jesus Cristo é o Filho de Deus e digno da nossa fé. A preocupação principal do autor parece ser de estar atento contra a apostasia (Hebreus 6:4-8; Hebreus 10:19-39) e de confortar aqueles que parecem lamentar o esplendor do culto mosaico e o lado tranquilizador, (inclusive do ponto de vista psicológico) de uma religião oficial que as jovens comunidades cristãs não estavam à altura de garantir (9:9b-10) O livro compara e contrasta Jesus com toda história do Velho Testamento e argumenta que Cristo é o clímax de todas as coisas do passado.
O autor explica que a vida do fiel deve ser considerada como um êxodo continuo para uma pátria prometida (Hebreus 4:1-6) que não pode ser identificada com um lugar terrestre seja ele qual for (Hebreus 11:13; Hebreus 13:14).
Assim, o autor conclui:
| “ | Olhando para Jesus autor e consumador da fé,o qual pelo gozo que lhe estava proposto suportou a cruz,desprezando a afronta, e assentou-se à destra do trono de Deus.Considerai pois aquele que suportou tais contradições dos pecadores contra si mesmo,para que não enfraqueçais,desfalecendo em vosso ânimo."(Hebreus 12:2-3) | ” |